# Seznam ruskih nogometašev
Seznam ruskih nogometašev.

## A
- Roman Adamov
- Guram Adžojev
- Igor Akinfejev
- Evgenij Aldonin
- Dmitrij Aleničev
- Dmitrij Ananko
- Aleksander Anjukov
- Andrej Aršavin

## B
- Evgenij Baljaikin
- Aleksej Berezucki
- Vasilij Berezucki
- Vladimir Besčastnih
- Konstantin Beskov
- Dinijar Biljaletdinov
- Vladimir Bistrov
- Oleg Blohin (*1952)
- Vsevolod Bobrov (1922-1979)
- Sergej Bojko
- Viktor Bondarenko (*1949)
- Aleksander Buharov
- Viktor Bulatov
- Aleksandr Burakov
- Vladimir But
- Maksim Buznikin

## Č
- Denis Čerišev
- Arkadij Černišov (1914-1992)
- Igor Čugainov
- Aleksandr Čumakov (1948-2012)

## D
- Rinat Dasajev
- Igor Denisov
- Jurij Drozdov
- Alan Dzagojev
- Artjom Dzjuba

## F
- Aleksander Filimonov
- Semjon Fomin
- Viktor Fomin (1929–2007)

## G
- Vladimir Gabulov
- Denis Glušakov
- Valentin Granatkin (1908-1979)
- Rolan Gusev

## H
- Aleksandr Haritonov
- Dmitrij Hlestov
- Dmitrij Hohlov

## I
- Sergej Ignaševič
- Aleksej Ionov
- Marat Izmajlov

## J
- Renat Janbajev
- Lev Jašin (1929-1990)

## K
- Vitalij Kalešin
- Valerij Karpin
- Alan Kasajev
- Vitalij Kazancev
- Aleksander Keržakov
- Sergej Kirjakov
- Igor Kolivanov
- Denis Kolodin
- Dmitrij Kombarov
- Kirill Kombarov
- Mihail Komkov
- Jurij Mihajlovič Kovtun
- Leonid Kučuk
- Boris Kulagin (1924-1988)
- Oleg Kuzmin
- Ivan Kuznecov

## L
- Oleg Lanin
- Valerij Lobanovski
- Dmitrij Loskov

## M
- Evgenij Makejev
- Vjačeslav Malafejev
- Pavel Mamajev
- Venjamin Mandrikin
- Aleksej Medvedev
- Konstantin Morozov
- Aleksander Mostovoj

## N
- Ruslan Nigmatulin
- Jurij Nikiforov
- Viktor Nikiforov

## O
- Viktor Onopko
- Aleksander Orehov
- Sergej Ovčinnikov

## P
- Sergej Paršivljuk
- Oleg Pašinin
- Roman Pavljučenko
- Pavel Pogrebnjak

## R
- Vladislav Radimov
- Sergej Rižikov
- Aleksander Rjazancev
- Vladimir Rževski

## S
- Ivan Saenko
- Anton Saharov
- Sergej Semak
- Maksim Semakin
- Jurij Semin
- Igor Semšov
- Dmitrij Sičev
- Igor Simutenkov
- Aleksej Smertin
- Aleksander Smirnov
- Dimitrij Smirnov
- Mihail Smirnov (1881 – 1957)
- Fjodor Smolov
- Jevgenij Smirnov
- Sergej Smirnov
- Andrej Kononovič Suvorov (1887 – 1917)

## Š
- Roman Šaronov
- Georgij Šenikov
- Aleksander Šešukov
- Roman Širokov
- Roman Šiškin
- Anton Šunin

## T
- Anatolij Tarasov (1918-1995)
- Lev Tarasov
- Omari Tetradze
- Jegor Titov
- Dmitrij Torbinski

## V
- Maksim Vasiljev
- Viktor Vasin
- Andrej Volgin
- Anton Volgin
- Valerij Voronin (1939-1984)

## Z
- Konstantin Zirijanov
- Zorkin

## Ž
- Jurij Žirkov